# 赖特韦恩
赖特韦恩（德語：Reitwein）是德国勃兰登堡州的市镇，隶属于梅尔基施-奥得兰县。总面积为24.02平方千米，截至2023年12月31日总人口为491人。